# Крекінг-установка у Сінеші
Крекінг-установка у Сінеші – складова нафтохімічного майданчика компанії Repsol YPF, розташованого у португальському портовому місті Сінеш. Станом на другу половину 2010-х років єдине в країні виробництво такого типу. 
У 1981 році в Сінеші почала роботу розрахована на використання газового бензину установка парового крекінгу. Піроліз цієї доволі важкої (як для нафтохімії) сировини дозволяє випускати 410 тисяч тонн етилену, 215 тисяч тонн пропілену та 50 тисяч тонн бутадієну.  
У складі майданчику також діє кілька ліній полімеризації, котрі продукують 150 тисяч тонн поліетилену високої щільності, 145 тисяч тонн поліетилену низької щільності та  200 тисяч тонн поліпропілену.
В 1989 році комплекс придбала фінська компанія Neste, котра в подальшому стала одним із засновників концерну Borealis. Останній в 2004-му продав португальський актив іспанській Repsol YPF.